# Shootout at Wadala
Pour plus de détails, voir Fiche technique et Distribution.
Shootout at Wadala est un film policier-biographique indien réalisé par Sanjay Gupta et sorti en 2013. Il s'agit d'une préquelle au film Shootout at Lokhandwala (en) sorti en 2007. Il est tiré du roman Dongri to Dubai de Hussain Zaidi.

## Distribution
- John Abraham : Manya Surve (en)
- Anil Kapoor : ACP Afaaque Baaghran (inspiré de Isaque Bagwan)
- Kangana Ranaut : Vidya Joshi
- Tusshar Kapoor : Sheikh Munir[1]
- Manoj Bajpayee : Zubair Imtiaz Haksar (inspiré de Shabir Ibrahim Kaskar (en))
- Sonu Sood : Dilawar Imtiaz Haksar (inspiré de Dawood Ibrahim Kaskar (en))
- Akbar Khan : Haji Maqsood (inspiré de Haji Mastan (en)) (cameo)
- Ronit Roy : Inspecteur Raja Ambat (inspiré de Raja Tambat)
- Mahesh Manjrekar : Inspecteur Bhinde (inspiré de Madhukar Zende)
- Siddhanth Kapoor : Gyancho (inspiré de Vishnu Patil)
- Ranjeet : Bhatkar Dada
- Jackie Shroff : Police Commissioner (fictionnel) (cameo)
- Raju Kher : Inspecteur Ambolkar (inspiré de l'inspecteur Dabholkar)
- Arif Zakaria : Sadiq (journaliste) (fictionnel)
- Chetan Hansraj : Potya (inspiré de Suhas Bhatkar)
- Karan Patel : Jamal (garde du corps de Bhaskar) (fictionnel)
- Sanjeev Chadda : Veera (inspiré de Uday Shetty)
- Vineet Sharma : Bhargav Surve[2],[3]

Apparitions spéciales
- Sunny Leone : Laila dans l'item number « Laila »[2],[3] (rôle inspiré de Chitra, la petite amie de Shabir)[4]
- Priyanka Chopra dans l'item number « Babli Badmaash »[2],[3]
- Sophie Choudry dans l'item number « Aala Re Aala »[2],[3]

## Bande originale
La bande originale du film est composée par Anu Malik, Anand Raj Anand, Meet Bros Anjjan et Mustafa Zahid.
| 1.    | Aala Re Aala                                             | Anu Malik                   | Sunidhi Chauhan, Mika Singh                                 | 5:44 |
| 2.    | Laila                                                    | Anand Raj Anand & Anu Malik | Mika Singh                                                  | 3:36 |
| 3.    | Babli Badmaash (it)                                      | Anu Malik                   | Sunidhi Chauhan                                             | 4:27 |
| 4.    | Ek Din Ke Liye                                           | Anu Malik                   | Sunidhi Chauhan & Anu Malik                                 | 0:48 |
| 5.    | Yeh Junoon                                               | Mustafa Zahid               | Mustafa Zahid                                               | 4:52 |
| 6.    | Aye Manya                                                | Meet Bros Anjjan            | Adnan Sami, Meet Bros Anjjan & Shaan                        | 4:56 |
| 7.    | Goli                                                     | Meet Bros Anjjan            | Meet Bros Anjjan, Sudesh Bhosle, Anil Kapoor & John Abraham | 4:08 |
| 8.    | Babli Badmaash (Remix by Gourav Das Gupta & Roshan Balu) | Anu Malik                   | Sunidhi Chauhan & Anu Malik                                 | 4:47 |
| 9.    | Aala Re Aala (Remix by Gourav Das Gupta & Roshan Balu)   | Anu Malik                   | Sunidhi Chauhan, Mika Singh & Anu Malik                     | 5:02 |
| 10.   | Laila (Remix de Gourav Das Gupta & Roshan Balu)          | Anand Raaj Anand            | Mika Singh & Anand Raj Anand                                | 3:27 |
| 11.   | Yeh Junoon (Remix de Mayur Sahani)                       | Mustafa Zahid               | Mustafa Zahid                                               | 4:01 |
| 12.   | Goli (Remix de Mayur Sahani)                             | Meet Bros Anjjan            | Meet Bros Anjjan, Sudesh Bhosle, Anil Kapoor, John Abraham  | 3:38 |
| 49:26 |                                                          |                             |                                                             |      |